# Masia Soldevila
La Masia Soldevila és una obra del municipi d'Arbeca (Garrigues) inclosa en l'Inventari del Patrimoni Arquitectònic de Catalunya.

## Descripció
És una masia destinada a l'explotació agrària de la terra. Arran de l'habitatge hi havia construccions posteriors per al bestiar que avui ja no hi són perquè s'enderrocaren, també hi ha un pou i un forn petit.
La masia és una edificació aïllada coberta amb un sostre a dues aigües. L'interior està totalment enderrocat, només es conserva part de l'embigat que ens deixa veure que hi havia hagut una estructura de planta baixa més dos pisos. Els materials usats en la construcció són la maçoneria, la pedra i les teules.
La façana principal està orientada a migdia i les obertures estan disposades simètricament, veiem tres finestres al pis superior, tres a l'inferior i, a la planta baixa, la portada central i dues finestres més. Les finestres del primer pis tenen remarcada l'obertura per grans blocs de pedra i ampits. A la llinda central hi ha la data de 1845. La portada té una gran llinda damunt la qual s'hi veu una obertura apuntada. Les obertures de les façanes restants estan disposades sense cap tipus d'ordre.